# Parco Trotter
Il parco Trotter è un parco di Milano che si trova nel quartiere di Turro, tra le vie Padova e Giacosa, nel Municipio 2.

## Storia
Prende il nome dalla Società del Trotter, come veniva chiamata a Milano la Società Nazionale del Trotto, che impiantò sull'area un ippodromo rimasto in attività dal 1906 al 1924, quando fu spostato presso San Siro, vicino al nuovo galoppatoio dove si trova tuttora. Agli inizi del XX secolo l'ippodromo fu anche utilizzato come pista ciclistica, motociclistica e automobilistica. L'anello del vecchio tracciato di gara è ancora riconoscibile convertito nel viale principale del parco.
Acquisita l'area, il Comune di Milano vi costruì una scuola per bambini a rischio di tubercolosi, chiamata "Casa del Sole". Venne mantenuta la conformazione originale del Parco tanto che ancora oggi passeggiando per il parco è perfettamente riconoscibile l’ovale del galoppatoio, adesso asfaltato, dove giravano i cavalli. Il progetto del Comune era molto ambizioso. La città stava diventando una città industriale che attirava moltissimi operai da tutta Italia e molti di questi vivevano in condizioni sanitarie abbastanza precarie e il Comune decise di offrire una soluzione per i figli di questi operai e anche un’istruzione.
Nacque così la Casa del Sole con un grande progetto pedagogico: una scuola all’interno del parco composta da tutta una serie di padiglioni dove ci sono le aule, ma con il parco come luogo di apprendimento all’aperto. Le aule erano distinte in dodici padiglioni dislocati all’interno del parco, vere e proprie casette a misura di bambino. Composti da un unico piano, ciascuno conteneva quattro aule e un refettorio per colazione e pranzo. Costruiti su modello dello chalet svizzero, erano decorati in maniera sobria. Oltre alle aule, il parco era dotato di aree per attività collettive coordinate al modello pedagogico di riferimento; stalle, orti, frutteti, stagni, piscine, palestre e chiesetta. Anche quando la Tbc ha cessato di essere una malattia sociale largamente diffusa, l'esperienza pedagogica accumulata ha permesso l'istituzione di una scuola speciale largamente impostata su attività all'aperto. L'attenzione venne spostata sui "bambini gracili" che avevano bisogno di cure elioterapiche. La scuola fu una delle poche a Milano dotate di una piscina.
Il parco è aperto al pubblico negli orari non scolastici a partire dagli anni settanta. All'inizio degli anni 2000 vi sono state create specifiche aree con giochi per bambini e due aree cani.
Il 21 marzo 2013, gli alunni, i genitori, gli insegnanti e il personale tutto hanno ricevuto il Premio Art. 3 per "il loro quotidiano impegno volto a comprendere, accettare e superare le differenze esistenti tra culture differenti in pieno rispetto e concreta attuazione degli articoli 2,3,8,10 della Costituzione della Repubblica italiana".

## Descrizione
Il parco ha una superficie di 120.000 m2 e la lunghezza dell'anello principale è di 800 m.

### Alberi presenti
Abete rosso, acero, ailanto, betulla, carpino nero, cedro, faggio, ginkgo biloba, ippocastano, olmo, platano, quercia rossa, robinia, tasso, tiglio selvatico.

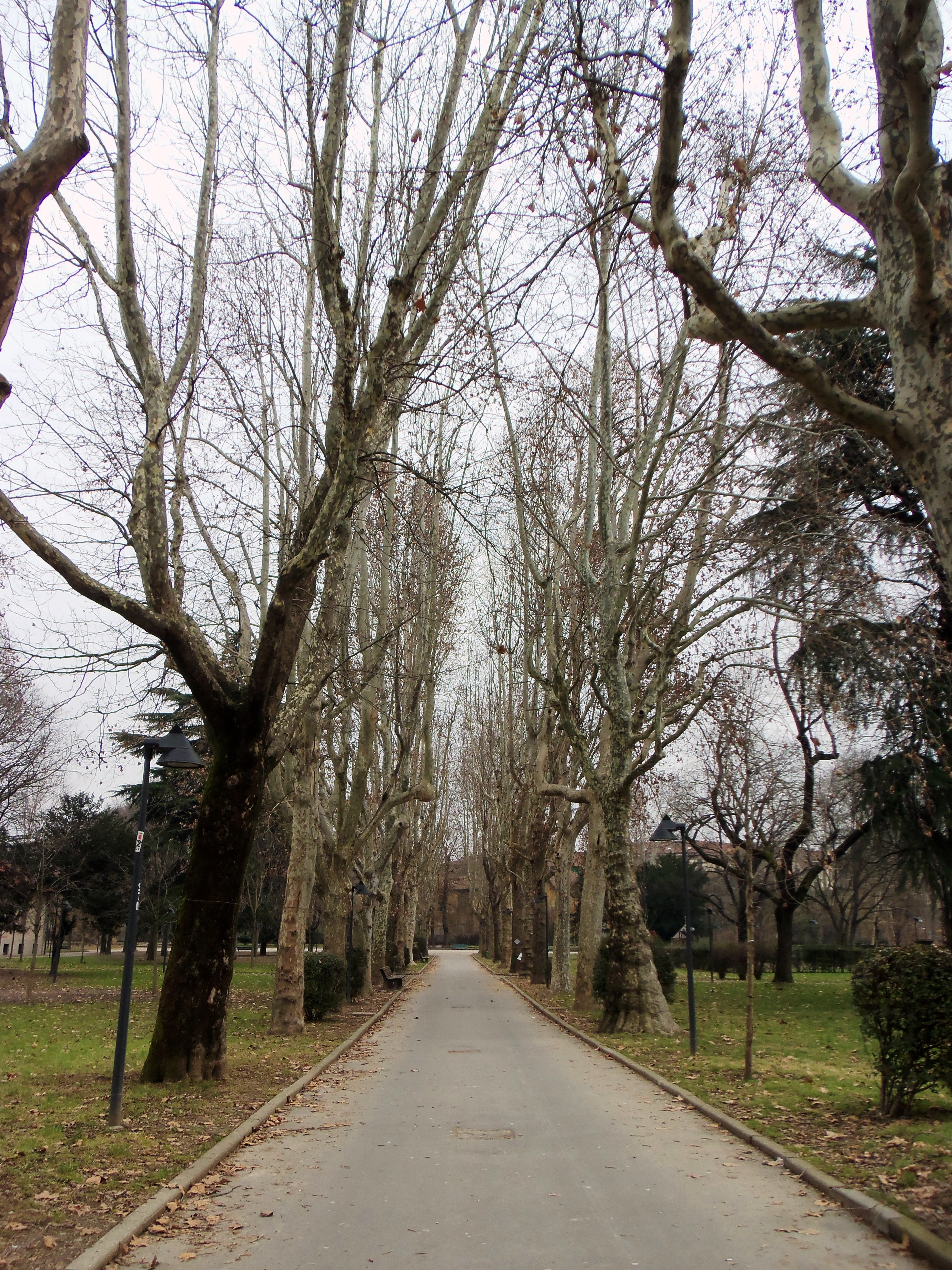
Il Viale dei Platani al parco Trotter

### La scuola
Nel parco è presente una scuola che ospita ragazzi di circa 24 nazionalità diverse. La scuola va dalla materna alla 3ª media, le classi sono suddivise in padiglioni che sono sparsi per il parco. Negli intervalli fra le lezioni gli alunni possono uscire per giocare all'aperto ed anche alcune attività didattiche sono svolte sotto gli alberi: il parco è infatti chiuso al pubblico durante l'orario scolastico.  L'attività della scuola è stata vista sempre come uno degli esempi positivi di integrazione nella zona. 

Negli ultimi anni un progetto di riqualificazione dell’intero Parco ha interessato da prima l'ex convitto, oggi completamente ristrutturato e che oltre alle classi della scuola media ospita il progetto "Mosso". Progetto nato nel 2018 nell’ambito di un percorso di co-progettazione tra Comune di Milano, Fondazione Cariplo e alcune cooperative sociali e associazioni del territorio.
Da ultimo è stata ristrutturata anche la piscina, un grande invaso circondato da una balaustra in pietra, che nel 2020 è stata adibita a campi sportivi di basket e di calcio, utilizzati durante l’orario scolastico dagli studenti e nelle ore di apertura al pubblico da tanti ragazzi che ogni giorno la riempiono di giochi. Questo luogo era una parte importante nel progetto educativo della Casa del Sole per l’attività motoria che d’estate consisteva anche nel fare il bagno nella piscina che d’inverno veniva svuotata e utilizzata come spazio per l’attività motoria all’aperto. Col tempo la piscina andò in disuso e via via degradò fortemente.  
 La scuola della Casa del Sole era dotata di due solarium. Quello che si è conservato, dopo essere stato ristrutturato e completamente chiuso su entrambi i lati (in origine un lato era aperto per consentire ai bambini di prendere il sole anche al coperto) è stato adibito a palestra, che viene utilizzata dalla scuola e da diverse associazioni.

Il convitto della scuola "Casa del Sole" negli anni '30
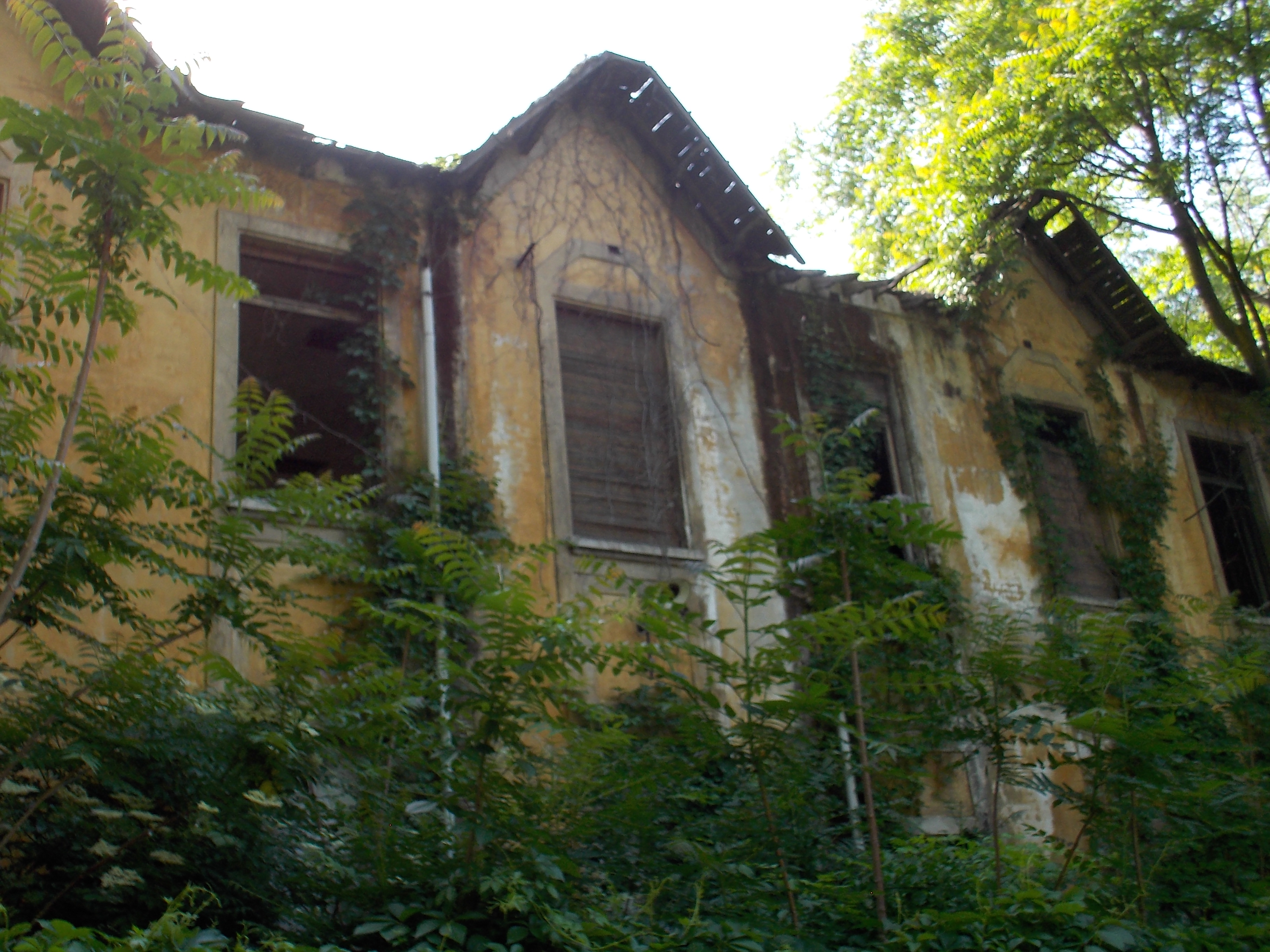
Le condizioni in cui versavano gli edifici abbandonati del convitto della scuola "Casa del sole" nel 2015. Nell'inverno 2016-2017 sono iniziati lavori di restauro per tutto il complesso, terminati nel 2021. In questo anno sono state spostate all'interno dell'ex convitto le classi medie dell'Istituto
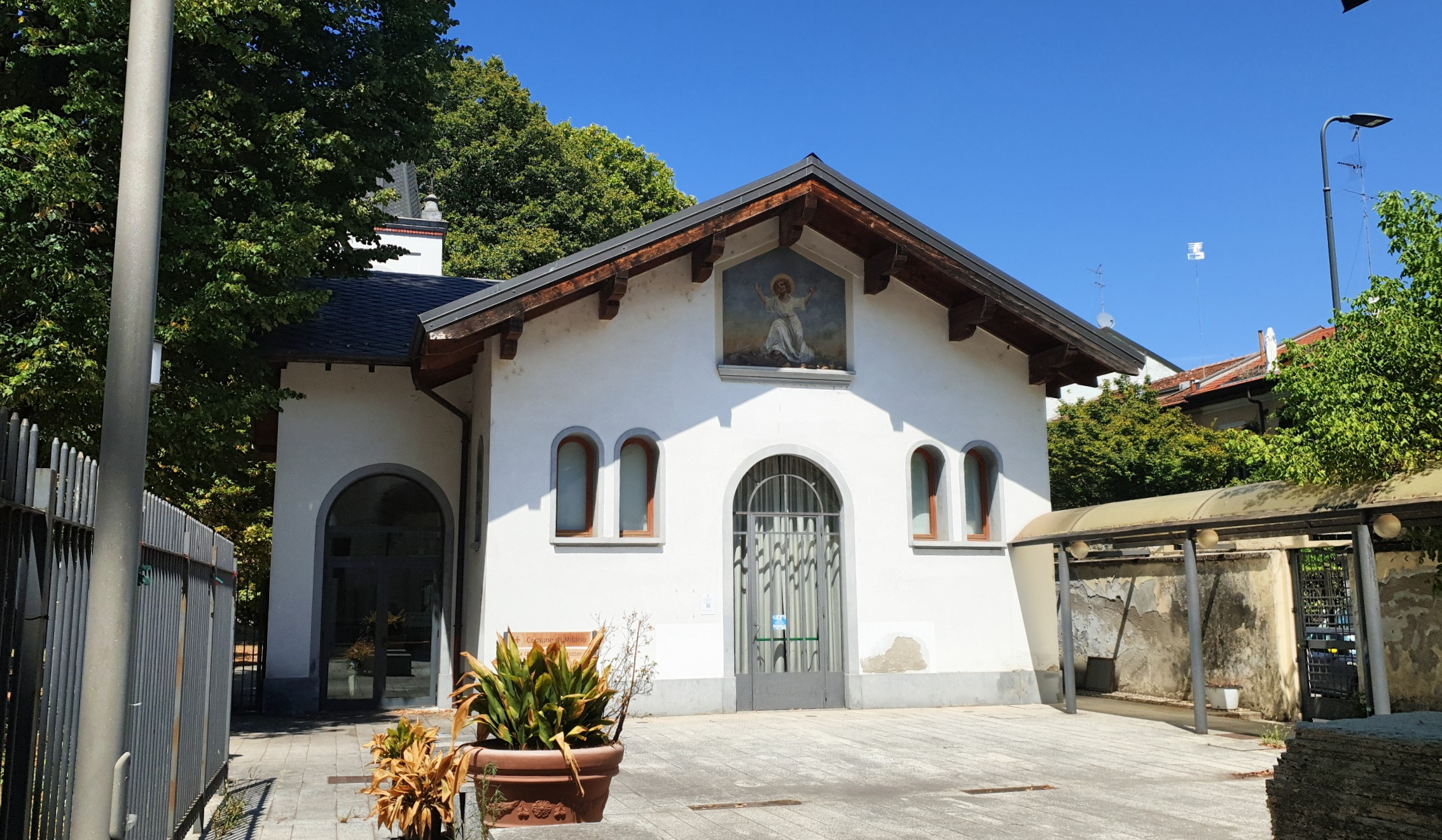
L'ex-cappella del parco, ora sala multimediale